# ホワイトハウス広報部長
ホワイトハウス広報部長（ホワイトハウスこうほうぶちょう、英: White House Communications Director）は、アメリカ合衆国大統領の上級職員の一員であり、大統領の政策の展開・伝達やメディア戦略を率いる責任を担っている。大統領補佐官としても知られている。広報部長は部下の職員とともに就任演説や一般教書などでのスピーチを作成する。広報部長は大統領によって任命され、上院の承認を得る必要はない。ホワイトハウスのウェストウィングに広報部長のオフィスが存在する。

## 歴史
ホワイトハウス広報部長はニクソン政権期の1969年にハーバート・G・クレインによって設立された。1969年から1974年までは報道官のオフィスとは離れていた。

## 役割と責任
歴史的には、ホワイトハウス広報部長の地位は大統領選挙での候補者の選挙事務所の上級広報担当スタッフに与えられている。 多くの場合、副選挙事務長または選挙広報部長のどちらかである。広報部長は大統領選挙時の同僚であることが多いホワイトハウス報道官と緊密に協力している。
大統領の声とビジョンが明白でなければならないので、広報部長は、広報のあらゆる側面が政権のメッセージが確実に正しく伝わるようにカバーされていることを保証する。広報部長はまた、大統領の政策を全メディアに広めるための広報戦略を策定しなければならない。それらには連邦議会の演説、テレビ放映される記者会見、報道への声明、ラジオ演説などが含まれるが、これらに限定されてはいない。 また、広報室は大統領のメッセージを発信するための一貫した戦略を立てるために、閣僚レベルの部署やその他の執行機関と緊密に連携している。
大統領広報の観点からインターネットと新しいメディアの重要性が増しているため、広報室はインターネット、特にFacebookやTwitterなどのソーシャルメディアサイトを利用して大統領のビジョンをより多くの人々に公開している。

## 主要スタッフ
- 大統領補佐官及び広報部長：ケイト・ベディングフィールド
  - 大統領副補佐官及び広報副部長：ジェシカ・ディトー
  - 大統領副補佐官、広報副部長、調査部長: ラジー・シャー
- ホワイトハウス報道官: サラ・ハッカビー・サンダース
  - 大統領副補佐官及びホワイトハウス副報道官: 空席
  - 副報道官: リンジィ・ウォルターズ[3]
- 大統領副補佐官及び広報戦略部長: ホープ・ヒックス
- 大統領副補佐官及びソーシャルメディア部長: ダン・スカビーノ

2017年3月、副報道官のステファニー・グリシャムがファーストレディのメラニア・トランプ事務所の広報部長に指名された。

## 部長
| 氏名                         | 任期開始       | 任期終了       | 大統領                   |
| ---------------------------- | -------------- | -------------- | ------------------------ |
| Herb Klein                   | 1969年1月20日  | 1973年7月1日   | リチャード・ニクソン     |
| Ken Clawson                  | 1974年1月30日  | 1974年11月4日  | リチャード・ニクソン     |
| Ken Clawson                  | 1974年1月30日  | 1974年11月4日  | ジェラルド・R・フォード  |
| Jerry Warren                 | 1974年11月4日  | 1975年8月15日  |                          |
| Margita White                | 1975年8月15日  | 1976年7月      |                          |
| David Gergen                 | 1976年7月      | 1977年1月20日  |                          |
| Gerald Rafshoon              | 1978年7月1日   | 1979年8月14日  | ジミー・カーター         |
| Frank Ursomarso              | 1981年2月23日  | 1981年6月17日  | ロナルド・レーガン       |
| David Gergen                 | 1981年6月17日  | 1984年1月15日  | ロナルド・レーガン       |
| Michael A. McManus Jr.       | 1984年1月15日  | 1985年2月6日   | ロナルド・レーガン       |
| パット・ブキャナン           | 1985年2月6日   | 1987年3月1日   | ロナルド・レーガン       |
| Jack Koehler                 | 1987年3月1日   | 1987年3月13日  | ロナルド・レーガン       |
| Tom Griscom                  | 1987年4月2日   | 1988年7月1日   | ロナルド・レーガン       |
| Mari Maseng                  | 1988年7月1日   | 1989年1月20日  | ロナルド・レーガン       |
| David Demarest               | 1989年1月20日  | 1992年8月23日  | ジョージ・H・W・ブッシュ |
| マーガレット・タトワイラー   | 1992年8月23日  | 1993年1月20日  | ジョージ・H・W・ブッシュ |
| ジョージ・ステファノプロス   | 1993年1月20日  | 1993年6月7日   | ビル・クリントン         |
| Mark Gearan                  | 1993年6月7日   | 1995年8月14日  | ビル・クリントン         |
| Don Baer                     | 1995年8月14日  | 1997年7月31日  | ビル・クリントン         |
| Ann Lewis                    | 1997年7月31日  | 1999年3月10日  | ビル・クリントン         |
| Loretta Ucelli               | 1999年3月10日  | 2001年1月20日  | ビル・クリントン         |
| カレン・ヒューズ             | 2001年1月20日  | 2001年10月2日  | ジョージ・W・ブッシュ    |
| Dan Bartlett                 | 2001年10月2日  | 2005年1月5日   | ジョージ・W・ブッシュ    |
| Nicolle Wallace              | 2005年1月5日   | 2006年7月24日  | ジョージ・W・ブッシュ    |
| Kevin Sullivan               | 2006年7月24日  | 2009年1月20日  | ジョージ・W・ブッシュ    |
| Ellen Moran                  | 2009年1月20日  | 2009年4月21日  | バラク・オバマ           |
| Anita Dunn Acting            | 2009年4月21日  | 2009年11月30日 | バラク・オバマ           |
| Dan Pfeiffer                 | 2009年11月30日 | 2013年1月25日  | バラク・オバマ           |
| Jennifer Palmieri            | 2013年1月25日  | 2015年4月1日   | バラク・オバマ           |
| ジェン・サキ                 | 2015年4月1日   | 2017年1月20日  | バラク・オバマ           |
| ショーン・スパイサー         | 2017年1月20日  | 2017年3月6日   | ドナルド・トランプ       |
| Michael Dubke                | 2017年3月6日   | 2017年6月2日   | ドナルド・トランプ       |
| ショーン・スパイサー         | 2017年6月2日   | 2017年7月21日  | ドナルド・トランプ       |
| アンソニー・スカラムッチ     | 2017年7月21日  | 2017年7月31日  | ドナルド・トランプ       |
| ホープ・ヒックス             | 2017年8月16日  | 2018年3月29日  | ドナルド・トランプ       |
| Bill Shine                   | 2018年7月5日   | 2019年3月8日   | ドナルド・トランプ       |
| ステファニー・グリシャム     | 2019年7月1日   | 2020年4月7日   | ドナルド・トランプ       |
| ケイト・ベディングフィールド | 2021年1月20日  | 2023年3月1日   | ジョー・バイデン         |
| Ben LaBolt                   | 2023年3月1日   | 2025年1月20日  | ジョー・バイデン         |
| Steven Cheung                | 2025年1月20日  | （現職）       | ドナルド・トランプ       |

## 大衆文化において
ドラマ『ザ・ホワイトハウス』では最初の数シーズン間はリチャード・シフが演じるトビー・ジーグラーが広報部長を務めていた。